# Āq Qabr
Āq Qabr (persiska: آق قبر) är en ort i Iran.   Den ligger i provinsen Golestan, i den norra delen av landet, 300 km nordost om huvudstaden Teheran. Antalet invånare är 639.
Terrängen runt Āq Qabr är mycket platt. Runt Āq Qabr är det ganska tätbefolkat, med 207 invånare per kvadratkilometer. Närmaste större samhälle är Gorgan, 19,5 km söder om Āq Qabr. Trakten runt Āq Qabr består till största delen av jordbruksmark.